# Hong Chul
Hong Chul (en coreano: 홍철; Hwaseong, Gyeonggi, 17 de septiembre de 1990) es un futbolista surcoreano que juega en la demarcación de defensa para el Gangwon F. C. de la K League 1.

## Selección nacional
Tras jugar con la selección de fútbol sub-20 de Corea del Sur y la sub-23, finalmente hizo su debut con la selección absoluta el 9 de febrero de 2011 en un encuentro amistoso contra Turquía que finalizó con un resultado de empate a cero. El 2 de junio de 2018 fue elegido por el seleccionador Shin Tae-yong para el equipo que disputaría la Copa Mundial de Fútbol de 2018.

### Participaciones en Copas del Mundo
| Mundial                        | Sede  | Resultado        | Partidos | Goles |
| ------------------------------ | ----- | ---------------- | -------- | ----- |
| Copa Mundial de Fútbol de 2018 | Rusia | Fase de grupos   | 2        | 0     |
| Copa Mundial de Fútbol de 2022 | Catar | Octavos de final | 1        | 0     |

## Clubes
| Club                    | País          | Año       | Partidos | Goles |
| ----------------------- | ------------- | --------- | -------- | ----- |
| Seongnam F. C.          | Corea del Sur | 2010-2012 | 93       | 6     |
| Suwon Samsung Bluewings | Corea del Sur | 2013-2017 | 120      | 2     |
| Sangju Sangmu F. C.     | Corea del Sur | 2017-2018 | 51       | 2     |
| Suwon Samsung Bluewings | Corea del Sur | 2018-2020 | 49       | 1     |
| Ulsan Hyundai F. C.     | Corea del Sur | 2020-2021 | 51       | 1     |
| Daegu F. C.             | Corea del Sur | 2022-2024 | 97       | 3     |
| Gangwon F. C.           | Corea del Sur | 2025-     | 12       | 0     |

## Palmarés

### Campeonatos nacionales
| Título        | Club                    | País          | Año  |
| ------------- | ----------------------- | ------------- | ---- |
| Korean FA Cup | Seongnam F. C.          | Corea del Sur | 2011 |
| Korean FA Cup | Suwon Samsung Bluewings | Corea del Sur | 2016 |

### Campeonatos internacionales
| Título                                | Club (*)                   | Sede  | Año  |
| ------------------------------------- | -------------------------- | ----- | ---- |
| Liga de Campeones de la AFC           | Seongnam F. C.             | Japón | 2010 |
| Campeonato de Fútbol del Este de Asia | Selección de Corea del Sur | China | 2015 |
| Liga de Campeones de la AFC           | Ulsan Hyundai F. C.        | Catar | 2020 |

(*) Incluyendo la selección.